# Hibiscus procerus
Hibiscus procerus är en malvaväxtart som beskrevs av William Roxburgh och Nathaniel Wallich. Hibiscus procerus ingår i Hibiskussläktet som ingår i familjen malvaväxter. Inga underarter finns listade i Catalogue of Life.